# Дражко Дацов
Дражко (Драшко) Савов Дацов е български фотограф.

## Биография
Дражко Дацов е роден в семейството на икономиста Сава Дацов. Брат е на художника Гошка Дацов. Собственик е на фото ателие „Дацов“ на улица „Раковска“ в София, където известния фотограф Петър Папакочев започва да чиракува.
Участва в Първата световна война като майор, помощник-началник на ремонтно етапно конско депо в Главно интендантство при Министерство на войната. За отличия и заслуги през войната е награден с народен орден „За военна заслуга“, V степен с корона.